# Autalia rivularis
Autalia rivularis är en skalbaggsart som först beskrevs av Johann Ludwig Christian Gravenhorst 1802.  Autalia rivularis ingår i släktet Autalia och familjen kortvingar. Arten är reproducerande i Sverige. Inga underarter finns listade i Catalogue of Life.